# Bobsleigh nos Jogos Olímpicos de Inverno de 1936
A disputa de bobsleigh nos Jogos Olímpicos de Inverno de 1936 consistiu de dois eventos, de duplas e equipes. A competição realizou-se entre 1 e 15 de fevereiro de 1936.

## Medalhistas
Masculino
| Evento           | Ouro                                                                         | Prata                                                                         | Bronze                                                                                  |
| ---------------- | ---------------------------------------------------------------------------- | ----------------------------------------------------------------------------- | --------------------------------------------------------------------------------------- |
| Duplas detalhes  | EUA I Ivan Brown Alan Washbond USA Estados Unidos                            | Suíça II Fritz Feierabend Joseph Beerli SUI Suíça                             | EUA II Gilbert Colgate Richard Lawrence USA Estados Unidos                              |
| Equipes detalhes | Suíça II Pierre Musy Arnold Gartmann Charles Bouvier Joseph Beerli SUI Suíça | Suíça I Reto Capadrutt Hans Aichele Fritz Feierabend Hans Bütikofer SUI Suíça | Grã-Bretanha I Frederick McEvoy James Cardno Guy Dugdale Charles Green GBR Grã-Bretanha |

## Quadro de medalhas
| Ordem | País               | Medalha de ouro | Medalha de prata | Medalha de bronze |   |
| ----- | ------------------ | --------------- | ---------------- | ----------------- | - |
| 1     | SUI Suíça          | 1               | 2                |                   | 3 |
| 2     | USA Estados Unidos | 1               |                  | 1                 | 2 |
| 3     | GBR Grã-Bretanha   |                 |                  | 1                 | 1 |
| TOTAL | TOTAL              | 2               | 2                | 2                 | 6 |

## Países participantes
Liechtenstein, Luxemburgo e Países Baixos competiram apenas no trenó de dois. Vinte e três atletas competiram em ambas as provas.
Um total de 99 competidores de 13 países competiram na modalidade:
| - AUT Áustria (12) - BEL Bélgica (8) - TCH Checoslováquia (8) - FRA França (10) - GER Alemanha (10) - GBR Grã-Bretanha (4) - ITA Itália (10) | - LIE Liechtenstein (2) - LUX Luxemburgo (4) - NED Países Baixos (2) - ROM Romênia (9) - SUI Suíça (9) - USA Estados Unidos (11) |